# Легг, Сэмюэл
Сэмюэл Уильям Легг - Третий (англ. Samuel William Legg  III; родился 19 августа 1969, Тусон, штат Аризона) — американский серийный убийца, который совершил серию убийств женщин и как минимум одно изнасилование на территории штатов Иллинойс и Огайо в течение 1990-х годов. В 1990 году Легг уже попадал в поле зрение полиции по подозрению в убийстве 14-летней девочки, но его разоблачение произошло только в 2019 году на основании ДНК-экспертизы. Свою вину Легг не признал.

## Биография
Сэмюэл Уильям Легг-Третий родился в августе 1969 года в городе Тусон, штат Аризона. Имел несколько братьев и сестер. В середине 1970-х его родители развелись. После развода родителей Сэмюэл проживал с отцом, который повторно женился и перевез семью в город Акрон, штат Огайо. Отец и мачеха Легга придерживались авторитарного стиля воспитания сына, благодаря чему подвергали его агрессии, что серьезно повлияло на формирование его личности. В юности Сэмюэл слыл человеком флегматического темперамента и в силу своей интровертности был мало популярен в округе. В 1988 году его мать вместе со своими детьми от второго брака также переехала в штат Огайо, вследствие чего Сэмюэл стал много времени проводить с ней и со своим сводным братом Тоддом .
В этот период в городе Элирия он познакомился с Нэнси Хикс, на которой вскоре женился и удочерил ее дочь. После свадьбы Сэмюэл стал демонстрировать девиантное поведение по отношению к падчерице и склонность к патологической лжи, благодаря чему вступил в социальный конфликт с женой. В 1989 году он был впервые арестован по обвинению в совершении кражи на территории округа Лорейн. В 1990 году Легг стал подозреваемым в убийстве своей падчерицы 14-летней Анджелы Хикс, которая пропала без вести 21 июля того же года. В ходе расследования Легг заявил полиции, что девушка страдала дромоманией и сбежала из дома, но его жена и друзья девочки подвергли его слова сомнению, так как вся одежда и обувь Анджелы осталась в доме. Ее скелетированные останки были найдены 30 августа 1990 года. После обнаружения трупа Сэмюэл Легг был задержан и подвергнут допросу, в ходе которого он прошел проверку на детекторе лжи, результаты которой были признаны неубедительными. Легг настаивал на своей непричастности к смерти падчерицы и, несмотря на косвенные доказательства его виновности, в конечном итоге ему не было предъявлено никаких обвинений и он был отпущен на свободу.
Тем не менее, его отношения с женой и другими родственниками после этого инцидента ухудшились, вследствие чего он вступил в социальный конфликт с матерью и развелся с женой в 1991 году. После развода Легг покинул Элирию, переехал в Кливленд, где нашел работу водителя и на протяжении последующих 10 лет работал водителем-дальнобойщиком и автомехаником, вследствие чего много времени проводил в обществе проституток и сутенеров, а также сумел побывать в нескольких штатах страны. В 1992 году ему было снова предъявлено обвинение в совершении кражи. Он был условно осужден с установлением испытательного срока в виде 1 года. В этот период он во второй раз сочетался браком, в котором у него родился ребенок, но брак был расторгнут в 1994 году. В 1997 году он был арестован в округе Кайахога по очередному обвинению в совершении кражи, но в связи с признанием вины и сотрудничества со следствием был снова осужден условно. В 2001 году он покинул территорию штата Огайо и вернулся в Тусон, штат Аризона, где проживал его отец. В этот период Легг занялся предпринимательской деятельностью в сфере ландшафтного дизайна и женился в третий раз, но вскоре стал демонстрировать признаки психического расстройства и проявлять девиантное поведение, вследствие чего он бросил бизнес и развелся с женой.
Кроме этого, ему были предъявлены обвинения в злостном уклонении от уплаты алиментов, в связи с чем он был экстрадирован обратно в округ Кайахога, штат Огайо, где был осужден и получил в качестве наказания 6 месяцев принудительных работ. В конце 2014 года он совершил несколько правонарушений, после чего был арестован. Ему были предъявлены обвинения в январе 2015 года, но он был освобожден из-под стражи во время расследования, заплатив залог, после чего скрылся. Судебный процесс был назначен на апрель того же года, но Легг не явился. Его местонахождение установить не удалось и он был объявлен в розыск. Через несколько дней Сэмюэл был обнаружен в пустынной местности на расстоянии нескольких десятков километров от Тусона. Он не смог объяснить офицерам полиции цель своего нахождения в пустыне, демонстрировал девиантное поведение и признаки бредового расстройства, находился в состоянии сильного обезвоживания организма и страдал от ожогов кожи, вызванных длительным воздействием ультрафиолетовых лучей солнца. Легг был доставлен в больницу, где ему была оказана медицинская помощь. Он должен был быть заключен под стражу за неявку в суд на неопределенный срок, но в ходе судебно-медицинской экспертизы у него был диагностирован нейросифилис, который стал причиной шизофрении, после чего на основании результатов экспертизы судом ему было назначено принудительное лечение в психиатрическом стационаре, благодаря чему в конце 2015 года он был этапирован в дом престарелых для психических больных, расположенный в городе Чандлер, штат Аризона. В марте 2016 года он совершил побег из учреждения, но был обнаружен через два дня на пороге чужого дома, владелец которого, усомнившись во вменяемости Сэмюэла, вызвал полицию. В феврале 2017 года во время группового посещения пациентами дома престарелых церкви Легг снова сбежал. Он был найден в городе Темпе. Во время задержания он пытался автостопом добраться до своего дома в Тусоне. Через месяц, в марте того же года он еще дважды совершал попытки побега. В середине 2017 года его психическое состояние резко ухудшилось, он жаловался на дезориентацию и слуховые галлюцинации. Из-за ненадлежащего исполнения обязанностей сотрудников охраны и высокого уровня коррупции в учреждении в октябре и декабре 2018 года Сэмюэлу Леггу еще дважды удавалось совершать побеги из дома престарелых.

## Разоблачение
В январе 2019 года на основании проверки по базам генеалогических сервисов образцов ДНК, оставленных на месте преступлений, Сэмюэла Легга удалось связать с совершением убийств 4 женщин и изнасилованием 17-летней девушки, совершенном на территории округа Медайна (штат Огайо), на основании чего он был арестован 28 января 2019 года того же года в Чандлере и экстрадирован в штат Огайо, где в феврале того же года ему были предъявлено обвинение в изнасиловании, которое он совершил в сентябре 1997 года в районе межштатной автомагистрали I-71. Кроме этого, ДНК-тестирование показало соответствие его профиля с профилем убийцы, оставившего свои биологические следы на теле Шерон Линн Кедзерски, которая пропала без вести 25 октября 1989 года в Майами-Лейкс, штат Флорида. Ее тело было найдено сильным избитым и задушенным на месте стоянки и сервисного обслуживания грузовых автомобилей в городе Остинтаун в районе межштатной автомагистрали I-80 в апреле 1992 года, на основании чего Леггу были предъявлены обвинения в убийстве Кедзерски, а также еще 3 женщин, одну из которых он убил на территории штата Иллинойс. В преддверии судебного процесса его адвокаты подали ходатайство на проведение судебно-психиатрической экспертизы для установления способности Леггом правильно воспринимать происходящие события и давать о них показания, которое было удовлетворено. Психологическая экспертиза постановила, что Сэмюэл Легг не может предстать перед судом по состоянию здоровья, на основании чего в июне 2019 года Сэмюэлу Леггу было назначено принудительное лечение в психиатрической клинике «Twin Valley Behavioral Health Center» в городе Колумбус.